# Nganganga
Nganganga est un village du Cameroun situé dans le département du Lom-et-Djérem de la région de l'Est, précisément au niveau de l'arrondissement Ngoura.

## Population
Selon le recensement de 2005, le village comptait 629 habitants, dont 332 hommes et 286 femmes.